# 肝付兼三
肝付 兼三（きもつき かねひろ）は、安土桃山時代の武将。島津氏の家臣。大隅国加治木城主。
天正18年（1590年）、肝付兼寛が没すると、喜入肝付氏の家督は伊集院忠棟の三男・兼三が継いだ。兼寛には弟・兼篤もいたが、伊集院忠棟の強い求めで兼三が兼寛の養子となった。
慶長4年（1599年）3月9日、父・忠棟が朝鮮から戻った島津忠恒に伏見で手討ちにされ、兄・忠真が日向国で反乱（庄内の乱）を起こすと肝付家を離れた。兼三の去った喜入肝付氏の家督は肝付兼篤が継承した。
慶長7年（1602年）8月17日、忠真が討たれた日に、伊集院一族と共に粛清された。